# Chrysotoxum grandis
Chrysotoxum grandis är en tvåvingeart som beskrevs av Matsumura 1911. Chrysotoxum grandis ingår i släktet getingblomflugor, och familjen blomflugor. Inga underarter finns listade i Catalogue of Life.